# Alexios Michaīl
Alexios Michaīl (in greco Αλέξιος Μιχαήλ?; Ioannina, 18 agosto 1986) è un ex calciatore greco, di ruolo difensore.

## Carriera
Cresciuto nelle giovanili del PAS Giannina.